# Topazolit
Topazolit – bardzo rzadki minerał z gromady krzemianów, zaliczany do grupy granatów (gemmologiczna odmiana andradytu). Nazwa nawiązuje do podobieństwa tego minerału do żółtego topazu, z którym w przeszłości często go mylono. 

## Właściwości
Charakterystyczny żółty odcień topazolitu pochodzi od zawartości żelaza, które nadaje mu różne odcienie, od złocistej żółci po żółto-zielony, w zależności od specyficznych warunków jego powstawania. Zazwyczaj tworzy izometryczne kryształy dwunasto- lub dwudziestoczterościanu deltoidowego. Występuje w skupieniach zbitych, ziarnistych, tworzy też naskorupienia. Jest kruchy, przezroczysty do przeświecającego, nie wykazuje rozszczepienia, rozpuszcza się w gorącym kwasie siarkowym. 

## Występowanie
Występuje głównie w skałach metamorficznych, które powstały w wyniku przeobrażeń wcześniejszych ultrazasadowych skał magmowych, szczególnie w serpentynitach i łupkach chlorytowych. Czasami można go spotkać także w skałach węglanowo-krzemianowych, które ukształtowały się w wyniku metamorfizmu kontaktowego, zwłaszcza w skarnach. Znany jest również z osadów klastycznych, takich jak żwiry i piaski. Towarzyszą mu najczęściej: klinochlor, kalcyt i inne odmiany granatów. 

## Miejsce występowania
Najlepsze okazy są znajdowane we Włoszech w Alpach (m.in. Malenco czy Gave). Inne, dobrej jakości okazy barwy oliwkowozielonej znajdowane są w Kalifornii, natomiast Arizona słynie z kryształów barwy brunatnozłocistej. Dość często spotykane również w Namibii (Erongo) i na Madagaskarze. Topazolit występuje także w Niemczech (Schwarzenberg) rzadziej spotykany w Rosji, Sri Lance czy Szwajcarii (Zermatt).

## Zastosowanie
- rzadki i wysoko ceniony kamień przez kolekcjonerów,
- stosowany do wyrobu biżuterii i ozdób.